# سیمون باغداساریان
سیمون آرمناکی باغداساریان (ارمنی: Սիմոն Արմենակի Բաղդասարյան؛ زادهٔ ۲۱ ژانویهٔ ۱۹۳۷) یک سیاستمدار اهل ارمنستان است که از تاریخ ۱۹۹۰ تا تاریخ ۱۹۹۵ سمت نمایندگی دوره اول شورای عالی جمهوری ارمنستان و از تاریخ ۱۹۹۹ تا تاریخ ۲۰۰۳ سمت دوره دوم مجلس ملی جمهوری ارمنستان را برعهده داشت.

## زندگی‌نامه
در ۲۱ ژانویهٔ ۱۹۳۷ به دنیا آمد . .